# 1987 у хокеї з шайбою
Нижче наведені хокейні події 1987 року у всьому світі.

## Головні події
На чемпіонаті світу у Відні золоті нагороди здобула збірна Швеції.
У четвертому розіграші кубка Канади перемогли господарі турніру, збірна Канади.
У фіналі кубка Стенлі «Едмонтон Ойлерс» переміг «Філадельфію Флаєрс».
У суперсерії із двох матчів збірна СРСР грала проти збірної Національної хокейної ліги («Рандеву-87»). Команди виграли по одмому матчу, але за рахунок закинутих та пропущених шайб перемогу здобула радянська збірна (3:4, 5:3). «Рандеву-87» замінило традиційний «Матч усіх зірок НХЛ».

## Національні чемпіони
- Австрія: «Клагенфурт»
- Болгарія: «Славія» (Софія)

- Велика Британія: «Мюррейфілд Рейсерс» (Единбург)
- Данія: «Гернінг»
- Італія: «Мастіні Варезе»
- Нідерланди: «Роттердам Пандас»
- НДР: «Динамо» (Берлін)
- Норвегія: «Волеренга» (Осло)
- Польща: «Подгале» (Новий Торг)
- Румунія: «Стяуа» (Бухарест)
- СРСР: ЦСКА (Москва)
- Угорщина: «Уйпешт Дожа» (Будапешт)
- Фінляндія: «Таппара» (Тампере)
- Франція: «Монблан»
- ФРН: «Кельнер»
- Чехословаччина: «Тесла» (Пардубиці)
- Швейцарія: «Лугано»
- Швеція: «Б'єрклевен» (Умео)
- Югославія: «Акроні» (Єсеніце)

## Переможці міжнародних турнірів
- Кубок європейських чемпіонів: ЦСКА (Москва, СРСР)
- Турнір газети «Известия»: збірна Канади
- Кубок Шпенглера: збірна Канади
- Північний кубок: «Фер'єстад» (Карлстад, Швеція)
- Кубок Татр: ВСЖ (Кошиці, Чехословаччина)
- Турнір газети «Советский спорт»: «Спартак» (Москва), «Трактор» (Челябінськ), «Хімік» (Воскресенськ), «Сокіл» (Київ)[1]